# Mariam Eradze
Mariam Eradze (* 14. Oktober 1998 in Tiflis, Georgien) ist eine isländische Handballspielerin, die für die isländische Nationalmannschaft aufläuft. Weiterhin spielte sie Volleyball in der höchsten isländischen Spielklasse.

## Karriere

### Im Verein
Mariam Eradze spielte in ihrer Jugend Handball beim isländischen Verein Fram Reykjavík sowie Volleyball beim isländischen Verein HK Kópavogur, mit dessen Damenmannschaft sie im Jahr 2013 den isländischen Pokal gewann. Mariam Eradze verbrachte den Sommer 2014 bei ihrer Tante in Cannes, wo sie an einem Handball-Sommertrainingscamp teilnahm. Dort erhielt die Rückraumspielerin ein Angebot und schloss sich Cannes Mandelieu an, mit deren Damenmannschaft sie in der zweithöchsten französischen Spielklasse auflief. Im Jahr 2015 wurde sie zum Training von Toulon Saint-Cyr Var Handball eingeladen. Gleich in der ersten Trainingseinheit riss ihr Kreuzband, woraufhin sie zwecks Operation und Rehabilitation nach Island zurückkehrte. Nach ihrer Rekonvaleszenz schloss sie sich im Jahr 2016 Toulon Saint-Cyr Var Handball an. Dort lief sie mit der zweiten Damenmannschaft in der dritthöchsten französischen Spielklasse sowie für die erste Damenmannschaft in der Division 1 auf. Seit dem Sommer 2020 steht sie beim isländischen Erstligisten Valur Reykjavík unter Vertrag. Mit Valur gewann sie 2022 die isländische Meisterschaft. Im August 2023 zog sie sich in der Saisonvorbereitung zum zweiten Mal einen Kreuzbandriss zu. 2025 gewann sie mit Valur ein weiteres Mal den nationalen Meistertitel.

### In Auswahlmannschaften
Mariam Eradze lief erst für die isländische Jugendnationalmannschaft und anschließend für die Juniorinnennationalmannschaft auf. Mit der Juniorinnenauswahl belegte sie bei der U-20-Weltmeisterschaft 2018 den zehnten Platz. Im März 2019 wurde sie erstmals in den Kader der isländischen A-Nationalmannschaft berufen. Sie erhielt anschließend Einsätze in der A- sowie in der B-Nationalmannschaft.

## Sonstiges
Ihre Eltern sind die ehemalige georgische Volleyballnationalspielerin Natalia Ravva und Roland Eradze, der sowohl das Handballtor der georgischen als auch der isländischen Nationalmannschaft hütete. Ihre Tante Victoria Ravva spielte für die französische Volleyballnationalmannschaft.